# IC 2903
IC 2903 је спирална галаксија у сазвјежђу Лав која се налази на листи објеката дубоког неба у Индекс каталогу.
Деклинација објекта је + 12° 38' 32" а ректасцензија 11h 31m 40,8s. Привидна величина (магнитуда) објекта IC 2903 износи 15,2 а фотографска магнитуда 16,0.